# Lincoln (Rhode Island)
Lincoln è una città degli Stati Uniti d'America, nella Contea di Providence, nello Stato del Rhode Island.
La popolazione era di 22.529 abitanti nel censimento del 2020.

## Storia
Le prime tracce di presenza umana nell'area risalgono all'epoca dei nativi americani, tra cui i Narragansett e i Wampanoag, dei cui insediamenti sono ancora visibili alcuni resti.

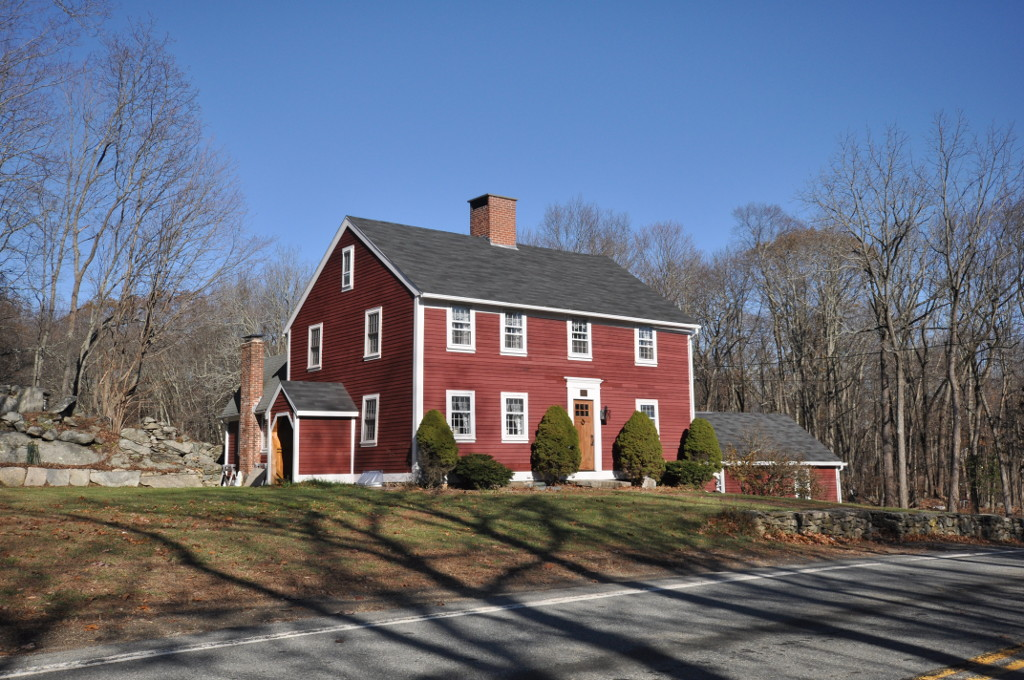
La Ballou House (1782)

La fertilità della terra, dovuta alla presenza dei fiumi Blackstone e Moshassuck, richiamò coloni europei a partire dalla seconda metà del 1600; in seguito si assistette anche allo sviluppo delle attività estrattive, in particolare di roccia calcarea, e, di conseguenza di tutti i servizi necessari a questo genere di attività, tra cui, fucine, una rete viaria efficiente e un ulteriore sviluppo di agricoltura e allevamento.
In questo clima di fermento economico vennero poste le basi di Lincoln, così chiamato in onore di Abraham Lincoln, all'epoca un quartiere della più grande Smithfield, che accolsero, tra gli altri, coloni Quaccheri.
Nel 1871 Lincoln si staccò da Smithsfield e divenne una città autonoma, subendo successive evoluzioni che ne tracciarono i confini nel 1985; a quell'epoca in città erano già presenti numerose attività oltre a una chiesa e a diverse vie di comunicazione.
Lo stemma della città ritrae il profilo del presidente Lincoln incorniciato in un cerchio riportante la scritta "Town of Lincoln", un nastro alla base ricorda l'istituzione della città con la scritta "established 1871"

## Monumenti e luoghi d'interesse
I seguenti luoghi e monumenti sono indicati nel National Register of Historic Places Inventory:
- Saylesville Historic district (dal 1800), area industriale a indirizzo tessile con edifici storici realizzati in mattoni rossi e abitazioni in legno;
- Old Ashton historic District Fontana Vecchia (1880 - 1890), area con edifici storici sede del primo mulino tessile della città;
- Ballou House (1782), edificio in stile federale di due piani e mezzo;
- Pullen corner School (1840), uno dei primi e meglio conservati edifici scolastici della città;
- Jenckes House (1760, 1810), casa coloniale situata lungo nua delle strade principali della città;
- Lime Kilns (1750 -1850), resti di alcune fra le più antiche cave di calcare della zona;
- Elliott-Harris Miner House (1710, 1850), abitazione storica con patio di interesse architettonico.[6]

## Cultura

### Biblioteche
Le biblioteche cittadine sono:
- Family Literacy Center
- Lincoln Public Library[7]

### Scuole
Le scuole cittadine, dipendenti dal distretto di Lincoln sono:
- 4 scuole elementari
- 1 scuola media
- 1 scuola superiore[8]